# Куликов, Евгений Николаевич
Евге́ний Никола́евич Кулико́в (род. 25 мая 1950, Богданович, РСФСР, СССР) — советский конькобежец, чемпион зимних Олимпийских игр 1976 года и серебряный призёр 1980 года, серебряный и бронзовый призёр чемпионатов мира в спринтерском многоборье, 10-кратный рекордсмен мира, многократный чемпион и призёр СССР, 5-кратный рекордсмен СССР, заслуженный мастер спорта СССР (1976). Выступал за "Буревестник" (Ленинград).

## Биография
Евгений Куликов родился в Богдановиче, в семье служащей (его мать работала в расчетном отделе огнеупорного завода). В 1957 году пошёл в школу. Каждое лето ездил в лагерь, занимался спортом, привозил похвальные грамоты. Первая встреча с коньками состоялась в 5 классе школы когда к ним приехала чемпионка мира Инга Артамонова. С того времени он загорелся мечтой научиться бегать так же быстро, как она.
Начал заниматься в конькобежной секции в местной школе у своего первого тренера Альберта Демина в 1964 году. Во время службы в 1968-1971 годы в спортроте в Забайкалье играл в хоккей. Однажды ему предложили поучаствовать в соревнованиях по бегу на коньках. Он показал хороший результат и его перевели в СКА в качестве конькобежца. В 1971 году получил звание мастер спорта СССР.
С 1973 года стал участвовать в чемпионате СССР, а в 1974 году дебютировал на чемпионате мира в спринтерском многоборье в Инсбруке, где занял 16-е место. Тогда же получил звание мастер спорта СССР международного класса. В 1975, 1976 и 1980 годах выигрывал чемпионаты СССР в спринтерском многоборье, причем в 1976 году с мировым рекордом. В 1975 году Куликов стал серебряным призёром на чемпионате мира в спринтерском многоборье в Гётеборге.
15 марта 1975 года он пробежал 500 метров быстрее 38 секунд — за 37,99 на матче СССР — Норвегия на катке «Медео», а 16 марта ленинградец улучшил своё же время ещё на две сотые секунды. Через десять дней на чемпионате СССР в спринте он побил сразу три мировых рекорда и установил фантастическое время 37,00 сек. Также установил новый рекорд мира в спринтерском многоборье в сумме 153,250 очка.
Он стал первым конькобежцем, который пробежал дистанцию 500 метров быстрее 38 секунд, а позже быстрее 37 секунд. Его результат на пятисотметровке — 37,0 секунд оставался мировым рекордом в течение шести лет. В том же году был награждён призом имени Оскара Матисена в области спорта, как лучший конькобежец мира 1975 года. На Зимних Олимпийских играх 1976 года в Инсбруке Куликов завоевал золотую медаль на дистанции 500 метров, показав время 39,17 секунды.
20 марта 1976 года на матче СССР — Норвегия — Нидерланды на катке «Медео» Евгений стал рекордсменом на дистанции 1000 метров — 1 мин. 15,70 секунд, улучшив достижение Валерия Муратова годичной давности. На следующий день его сумма очков в спринтерском многоборье составила 151,190 очков — лучше его же суммы образца марта 1975‑го. И этим рекордом Куликов владел без малого четыре года. В 1977 году завоевал бронзовую медаль на спринтерском чемпионате мира в Алкмаре.
В 1978 году Евгений Куликов участвовал на спринтерском чемпионате мира и занял только 9-е место, ещё через год был дисквалифицирован, а в 1980 году занял 6-е место. На зимних Олимпийских играх в Лэйк-Плэсиде он завоевал серебряную медаль на дистанции 500 метров (38,37), уступив американцу Эрику Хайдену. 28 марта 1981 года на матче СССР — ГДР Куликов в забеге на 500 метров установил мировой рекорд со временем 36,91 и впервые в истории конькобежного спорта пробежал дистанцию быстрее 37 секунд. В 1982 году завершил карьеру.

### Мировые рекорды
Установил десять мировых рекорда на катке «Медео»:
- 500 метров — 37,99 (15 марта 1975 года, Медео)
- 500 метров — 37,97 (16 марта 1975 года, Медео)
- 500 метров — 37,20 (28 марта 1975 года, Медео)
- Сумма спринтерского многоборья — 153,250 (28 марта 1975 года, Медео)
- 500 метров — 37,00 (29 марта 1975 года, Медео)
- 1000 метров — 1:15,70 (20 марта 1976 года, Медео)
- Сумма спринтерского многоборья — 151,190 (20 марта 1976 года, Медео)
- 1000 метров — 1:15,70 (4 апреля 1976 года, Медео)
- 1000 метров — 1:15,33 (19 марта 1977 года, Медео)
- 500 метров — 36,91 (28 марта 1981 года, Медео)

## Образование и личная жизнь
В 1967 году окончил среднюю школу. С 1968 по 1971 гг. служил в рядах Вооружённых Сил СССР. В 1972 году поступил в Уральский политехнический институт, а после двух курсов уехал в Ленинград, учился в Политехническом институте, в 1977-м перевёлся в Академию физической культуры им. Лесгафта и окончил её в 1980 году. С 1980 по 1983 год — учащийся аспирантуры академии физической культуры им. П. Ф. Лесгафта. С 1995 по 1996 гг. прошёл курс МВА Management в Санкт-Петербургском государственном университете. Евгений Куликов никогда не злоупотреблял алкоголем, а сейчас вообще не пьёт. Занимается физической культурой – ходит, ездит на велосипеде, плавает, посещает спортивный зал. Кроме того слушает музыку. Сам он окончил музыкальную школу примерно в возрасте 10-11 лет по классу баяна, но сейчас на пианино чуть-чуть музицирует.

## Работа и общественная деятельность
По окончании спортивной карьеры с 1982 по 1984 годы был тренером сборной команды СССР по конькобежному спорту. С 1985 года занимался развитием в Ленинграде и СССР нового олимпийского вида спорта — шорт-трека, а с 1988 года участвовал в создании в городе физкультурно-спортивных центров и фитнес-клубов. В 1992‑97 годы занимал пост председателя комитета по физической культуре и спорту Санкт-Петербурга. Затем три года он был советником губернатора Петербурга по вопросам спорта и инвестиций. В 2010—2013 годах работал директором театра ГУК «Театр „Мюзик-Холл“», с 2007-2014 года занимал пост президента Консорциума «Олимп». В настоящее время  возглавляет Федерацию конькобежцев Санкт-Петербурга, вице-президент Союза конькобежцев РФ, член исполкома Союза конькобежцев России. В настоящее время проводятся соревнования по конькобежному спорту в Богдановиче на приз Евгения Куликова.

## Правительственные награды
Награждён орденом «Знак Почёта», медалью «За трудовую доблесть» (9.04.1980) и медалью «В память 300-летия Санкт-Петербурга» (2003).